# Heinrich von Gagern

Eduard von Heuss: Heinrich von Gagern, 1848

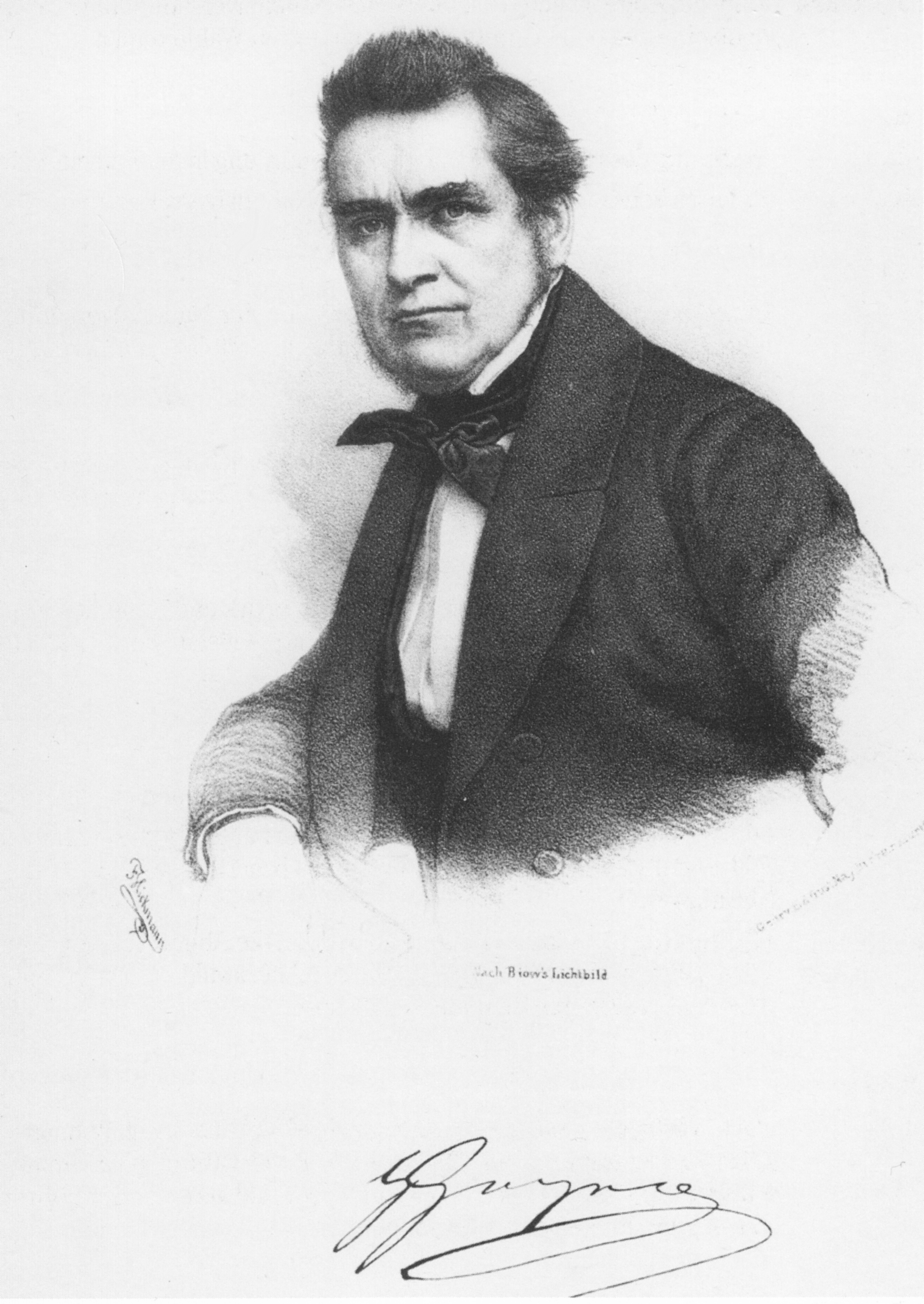
Heinrich von Gagern, 1848

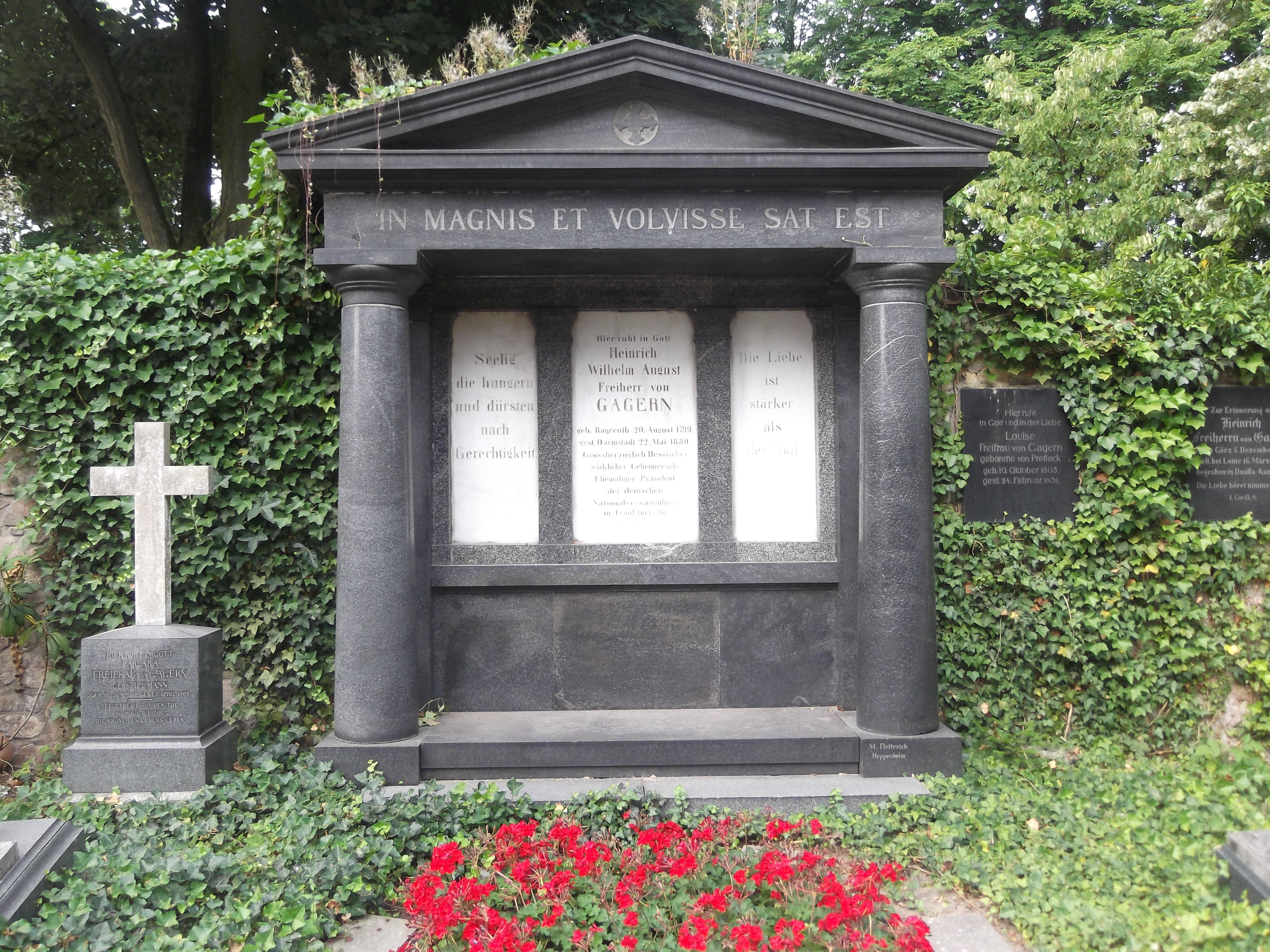
Grab von Heinrich von Gagern auf dem Alten Friedhof in Darmstadt

Heinrich Wilhelm August Freiherr von Gagern (* 20. August 1799 in Bayreuth; † 22. Mai 1880 in Darmstadt) war ein liberaler deutscher Politiker. Der Teilnehmer an den Befreiungskriegen und Aktive in der Burschenschaft war im Großherzogtum Hessen (Hessen-Darmstadt) erst Verwaltungsbeamter und dann oppositioneller Abgeordneter im Landtag. In der Revolution von 1848 diente er zweieinhalb Monate als hessischer Ministerpräsident und wurde am 19. Mai 1848 Präsident der Frankfurter Nationalversammlung.
Präsident Gagern setzte sich für eine Zentralgewalt ein und verhandelte mit den deutschen Staaten. Als es aussichtsloser wurde, Österreich in das zu bildende Deutsche Reich zu integrieren, übernahm er das Amt des Reichsministerpräsidenten (Dezember 1848 bis Mai 1849). In dieser Funktion führte er die parlamentarischen Verhandlungen zu Ende, die zur Frankfurter Reichsverfassung vom 28. März 1849 führten. Es gelang aber nicht, die Verfassung und damit die deutsche Einheit und Freiheit zur Wirksamkeit zu bringen.
Nach der Nationalversammlung beteiligte Gagern sich widerwillig am preußischen Versuch, eine deutsche Einheit als Erfurter Union zu realisieren, und war Mitglied im Volkshaus des Erfurter Unionsparlaments (1850). Danach diente er 1850/1851 als Major in der Schleswig-Holsteinischen Armee. Er blieb politisch interessiert und aktiv, übernahm aber bis in die 1860er Jahre kein Amt mehr.
Von 1862 bis 1864 amtierte Gagern im Ausschuss des Deutschen Reformvereins, einer großdeutschen Einigungsbewegung, denn zwischenzeitlich war Gagern abermals von Preußen enttäuscht worden. Von 1864 bis 1872 diente er als hessischer Gesandter in Wien und war auch wieder Abgeordneter in Hessen-Darmstadt. Die Reichsgründung durch Bismarck begrüßte er ebenso wie viele andere Abgeordnete von 1848/1849.

## Familie und Kindheit
Heinrich von Gagern entstammte dem Adelsgeschlecht von Gagern und war einer von sechs Söhnen des Politikers, Diplomaten und Kulturhistorikers Hans Christoph Ernst Freiherr von Gagern. Dieser entstammte einer adligen Familie, deren Vorfahren beispielsweise für Venedig oder Frankreich in Kriegen gedient hatten. Er dachte national, konservativ und föderalistisch, war schon jung Regierungsrat im Fürstentum Nassau-Weilburg und diente später als Bundestagsgesandter. Die katholische Mutter Karoline, genannt Charlotte, war Hoffräulein in Mannheim und heiratete mit 17 Jahren ihren protestantischen Mann. Das Paar bekam zehn Kinder.
Die Familie floh aus dem hessischen Weilburg mit dem Hofstaat des Fürsten Friedrich Wilhelm vor den französischen Revolutionstruppen in das preußische Verwaltungsgebiet Ansbach-Bayreuth. Zunächst wurde sie in der Eremitage bei Bayreuth untergebracht, wo 1798 die Tochter Amalie geboren wurde. Bald darauf ließ der preußische König Friedrich Wilhelm III. dem Weilburger Hof Räume im Neuen Schloss in der Innenstadt anweisen, in dessen nördlichem Querflügel Heinrich von Gagern am 20. August 1799 zur Welt kam. Am 29. August jenes Jahres wurde er nach reformiertem Bekenntnis getauft, Taufzeugen waren der Erbprinz von Weilburg und die Herzogin Henriette von Württemberg. Ein Jahr später ging die Familie zurück nach Weilburg, wo sie erst eine Wohnung im Weilburger Schloss und dann bis 1809 in der Stadt Weilburg hatte.
Von 1812 bis 1814 besuchte Heinrich die Kadettenschule in München, die er später als nutzlos beurteilte, weil sie dem Bildungsniveau der Familie nicht entsprach. Am 2. April 1815 wurde er Unterleutnant und zog, 15-jährig, in einem nassauischen Regiment in den Krieg gegen Napoleons Herrschaft der hundert Tage. Bei Waterloo wurde er leicht am Fuß verwundet, bevor die anrückenden Preußen den Sieg brachten. Vorher und beim Einmarsch in Paris traf er den Vater, der Abgesandter bei den Verhandlungen war, und die Brüder Friedrich (in der niederländischen Armee) und Karl (in der bayerischen). Diese Teilnahme an den Befreiungskriegen wurde für Heinrich von Gagern prägend; einige Autoren wie auch der Vater machten daraus eine Heldengeschichte.

## Studium 1816–1819 und Beamtenlaufbahn

Ausschnitt aus dem „Stamm-Buch“ der Urburschenschaft in Jena mit dem Eintrag von Gagerns

Der 16-jährige begleitete den älteren Bruder Friedrich (Fritz) nach Heidelberg und beteiligte sich an einer Verfassung für eine allgemeine Burschenschaft dort. Wegen eines Duells saß er zehn Tage im Karzer. Ein Jahr später ging der Student der Rechtswissenschaften nach Göttingen und später nach Jena (1818/1819) und Genf (1819). Sein Vater unterstützte ihn jährlich mit einer Summe, die dem Jahresverdienst eines Professors entsprach, dennoch kam Heinrich nicht damit aus und scheint auch nicht intensiv studiert zu haben. Die burschenschaftlichen Aktivitäten und eine Duell-Narbe sorgten dafür, dass der bislang wohlwollende Vater den Sohn nach Jena versetzte.
Jena, wo Heinrich dem Dichterfürsten Goethe begegnete, war allerdings das Zentrum der Burschenschaftsbewegung Deutschlands. Hier wurde er 1818 Mitglied der Urburschenschaft. Er organisierte 1818 das Erinnerungsfest zur Leipziger Völkerschlacht mit, hinter dessen Kulissen die Allgemeine Deutsche Burschenschaft gegründet wurde, eine gesamtnationale politische Organisation. Für Heinrich war der Nationalismus untrennbar mit „Volkstümlichkeit“ verbunden, mit demokratischen Prinzipien und einer Verfassung. Man kann von einer Befreiungskriegsgeneration sprechen: Zwar hatten seine Mitstudenten wegen ihrer Jugend gar nicht an diesen Kriegen teilgenommen, sie aber zu ihrem eigenen Mythos gemacht. Er gab ihnen das Recht für die Verwirklichung der nationalen und freiheitlichen Idee, die 1815 nicht realisiert wurde. Sie richteten sich damit auch gegen die Väter, die sich Napoleon gebeugt hatten.
Der Vater überredete Heinrich zu einem Studienjahr in Genf, weil er in der Schweiz sein Französisch verbessern könne (und vor Verfolgung im Deutschen Bund geschützt war). Hier lernte Heinrich die Herrschaft demokratischer Eliten kennen. Er beschrieb später, hier habe er als Adliger in einer demokratischen, bürgerlichen Gesellschaft seine Individualität entdeckt. Im November 1821 machte er in Gießen die zweite Staatsprüfung.
Heinrich von Gagern machte eine Beamtenkarriere im Großherzogtum Hessen, protegiert vom Staatsminister Karl Ludwig Wilhelm von Grolman und dem Darmstädter Regierungspräsidenten Kaspar Josef von Biegeleben. Als junger Reformbeamter waren die Beförderungsaussichten gering, er konnte wenig bewegen und dachte schon 1826 an ein Landtagsmandat.

## Oppositionspolitiker im Vormärz

### Landtagsabgeordneter 1832–1835
Die Julirevolution 1830 in Frankreich und die Belgische Revolution, gegen die die Brüder Fritz und Max in niederländischen Diensten kämpften, könne die liberale Opposition in Deutschland zu mehr Druck auf die Regierungen ermutigen, so hoffte Heinrich von Gagern. Er lernte Liberale wie Karl von Rotteck, Adam von Itzstein und Carl Theodor Welcker kennen und stieß öffentlich auf die damals unterdrückten Polen an. 1832 kandidierte er erfolgreich im Wahlbezirk Lorsch für den Landtag, wo er Vorsitzender des Finanzausschusses und bald Oppositionsführer wurde.
Die Regierung reagierte auf die Opposition mit einer Landtagsauflösung am 2. November 1833, versetzte den Beamten Gagern in den Ruhestand und entließ ihn als Kammerherr. Am 6. November bat er um Entlassung aus dem Staatsdienst, um sich in den Augen der Öffentlichkeit seine Unabhängigkeit zu bewahren. Obwohl Gagern im neuen Landtag 1834 zum Präsidenten gewählt wurde, lehnte die Regierung ihn ab. Gagern leitete wieder den Finanzausschuss. Bei den Neuwahlen im Dezember 1834 wählten ihn nicht mehr sein alter Wahlkreis Lorsch, aber der Wahlkreis Hungen und die Stadt Worms. Bürger der Stadt fürchteten wirtschaftliche Repressionen der Regierung und baten Gagern, sein Mandat nicht anzunehmen. Gagern blieb letztlich im Landtag, dort befanden die Liberalen sich nun aber in der Minderheit. Der enttäuschte Gagern kam zu der Auffassung, dass ein Politiker eine größere Basis braucht, wie der Streit mit Worms zeigte, und dass man in den Einzelstaaten das unfreie System nicht überwinden könne.
In der damaligen Zeit bildete sich ferner die später von borussischer Publizistik weit verbreitete Auffassung, dass Preußen die Führungsrolle bei der deutschen Einigung spielen sollte. Dies würde schließlich auch die Auflösung Preußens bedeuten. Sollten die deutschen Staaten sich Einheit und Freiheit widersetzen, dachte Gagern an eine Revolution, allerdings wohl von bürgerlichen Führern geleitet, da er sich abfällig über Unterschichten äußerte. Außerparlamentarischer Druck sollte die parlamentarische Opposition unterstützen. 1846 kam er auf die Idee eines engeren (unter preußischer Führung) und weiteren (mit Österreich) Bundes. Ein solcher Doppelbund sei für Österreich sogar günstig, weil Preußen-Deutschland ihm dann für den Balkan den Rücken freihalte.

### Gutsbesitzer 1838–1846
Gagern hielt sich in der Folge auf dem Gut Monsheim seiner Familie auf. Er stilisierte sich später als Einsiedler in der Emigration, der den äußeren Umständen nicht nachgab, was allerdings übertrieben sein dürfte. Von Beginn an hatte er jedenfalls an eine Rückkehr in die Politik gedacht. Mit den geplanten Schriften kam er nicht voran, doch knüpfte er Kontakte zu den Honoratioren der Rheinpfalz und baute sich eine politische Basis auf.
Gagern wurde Präsident des Landwirtschaftlichen Vereins für Rheinhessen, doch 1842 lehnte er die Aufforderung ab, wieder für den Landtag zu kandidieren, und 1846 ebenso die Versuche des Vaters, ihn wieder in den Staatsdienst zu bringen. Die Frage sei nämlich, ob er der Regierung überhaupt verzeihe, antwortete er dem Vater. Nur eine Revolution oder ähnliches brächte ihn zurück.

### Rückkehr in den Landtag 1847
Die Regierung wollte ein einheitliches Gesetzbuch für das ganze Großherzogtum-Hessen einführen und dabei unter anderem die Zivilehe de facto abschaffen. Ende 1846 leitete Gagern den Widerstand aus Rheinhessen, und Ende Januar 1847 wählten dreizehn der 25 Wahlmänner Worms’ ihn in einer Nachwahl in den Landtag, ohne dass Gagern davon überhaupt wusste. Er befürchtete, von der Stadt vereinnahmt zu werden, doch nach dem Wahlrecht musste er das Mandat annehmen.
Gagern führte eine scharfe Oppositionspolitik und wurde außerhalb des Großherzogtums bekannt. Er geriet mit dem konservativen Hofgerichtsrat Konrad Georgi, neben dem er in der Kammer sitzen sollte, in einen solchen Streit, dass er zum Duell aufgefordert wurde. Überzogene Forderungen Georgis zu den Bedingungen ermöglichten Gagern die Ablehnung. So entkam er dem Dilemma, entweder seine adligen Standesgenossen vor den Kopf zu stoßen oder sein Leben und seine politische Laufbahn zu gefährden.
Gemäßigte Liberale und Demokraten begannen sich in dieser Zeit zu trennen, doch wäre es übertrieben, die Heppenheimer Versammlung von Oppositionspolitikern als „liberal“ und die in Offenburg als „Heerschau der Demokraten“ zu bezeichnen, die die Monarchie abschaffen wollten. Vielmehr forderten beide Versammlungen Ende 1847 ähnliches. Gagern distanzierte sich von den Gemäßigten in Baden, wo sie die Regierung unterstützen, sah sich aber nicht als radikal an. Er lobte das deutsche Volk, das für eine französische, anarchische Revolution zu konservativ und organisatorisch sei und war optimistisch für die Zukunft.

## Revolutionszeit

### Hessischer Minister März bis Mai 1848

Heinrich von Gagern, 1848

Als die Nachrichten von der Februarrevolution in Paris die deutsche Revolution auslösten, forderte Gagern schon am 28. Februar im Landtag ein deutsches Oberhaupt mit Nationalregierung und ein Nationalparlament. In dieser Zeit erwartete man in Deutschland einen möglichen Angriff des revolutionären Frankreichs. Die Öffentlichkeit werde ein Nationalparlament für den drohenden Krieg unterstützen, hieß es in einem Kammerbericht über Gagerns Antrag. Die Liberalen wollten die entstehenden Volksversammlungen für sich instrumentalisieren und die Revolution der Massen in den Griff kriegen.
Am 5. März nahm Gagern an der Heidelberger Versammlung der 51 teil, wo sich der Gegensatz zwischen monarchisch-konstitutionellen Liberalen und der republikanischen Linken um Friedrich Hecker und Gustav Struve auftat. Am gleichen Tag wurde im Großherzogtum Hessen ein Regent eingesetzt und Gagern zum Regierungschef ernannt. Er wechselte nur die reaktionärsten der Beamten aus, auch, um die finanzielle Belastung durch Pensionen gering zu halten.
Gagern war gegen das Vorparlament, weil er einen Handstreich Welckers mit den Radikalen fürchtete und überhaupt erbost war, dass Welcker eigenmächtig Gagerns Namen auf die Liste für den Siebenerausschuss gesetzt hatte. Gagern und seine Freunde reisten ab dem 7. März durch Süddeutschland, um für den Plan zu werben, dass die deutschen Fürsten den preußischen König Friedrich Wilhelm IV. zum Bundesoberhaupt einsetzten. Der badische Großherzog und der württembergische König stimmten der Idee zu, der bayerische schließlich formal, er trat aber schon am 20. März zurück.
Dass der König von Preußen am 18. März vor dem Volk kapitulierte, schien Gagerns Plan zu befördern. Doch mit der schwindenden preußischen Autorität stieg auch die Ablehnung Preußens im übrigen Deutschland, und in einer Audienz erfuhr man, dass der König keinen Willen zu einer nationalen Politik zeigte. Der König hatte ebenfalls keine Neigung dem Vorschlag Max von Gagerns zu folgen, dass Preußen Polen wiederherstellt und gegen das reaktionäre Russland Krieg führt. Das Kalkül der Gagern-Brüder und anderer war, dass ein solcher Krieg Preußen an die Seite der liberalen und nationalen Bewegung gestellt hätte. Heinrich von Gagern wurde skeptischer gegenüber Vereinbarungen mit den Fürsten und verfolgte den Weg über ein Parlament.
Gagerns feste Haltung gegenüber den entschiedenen Linken im Vorparlament, die sofort eine Republik begründen wollten, steigerte sein Ansehen bei den Liberalen enorm. Er wurde auch deutschlandweit bekannt. Während er im April im Wahlkampf für die Nationalversammlung stand, kam es zum Heckeraufstand in Baden. Bei der Niederschlagung kam Fritz von Gagern, Kommandierender eines badischen Operationskorps, ums Leben. Die Umstände sind nicht genau geklärt, aber es entstand die These, dass er bei einer Verhandlung mit Hecker hinterrücks erschossen worden sei. Für Heinrich von Gagern war es jedenfalls, so die Formulierung in der von ihm verfassten Biografie seines Bruders, „ein, als Kriegsmittel völkerrechtlich unerlaubter, feiger Mord!“

### Präsident der Nationalversammlung Mai bis Dezember 1848

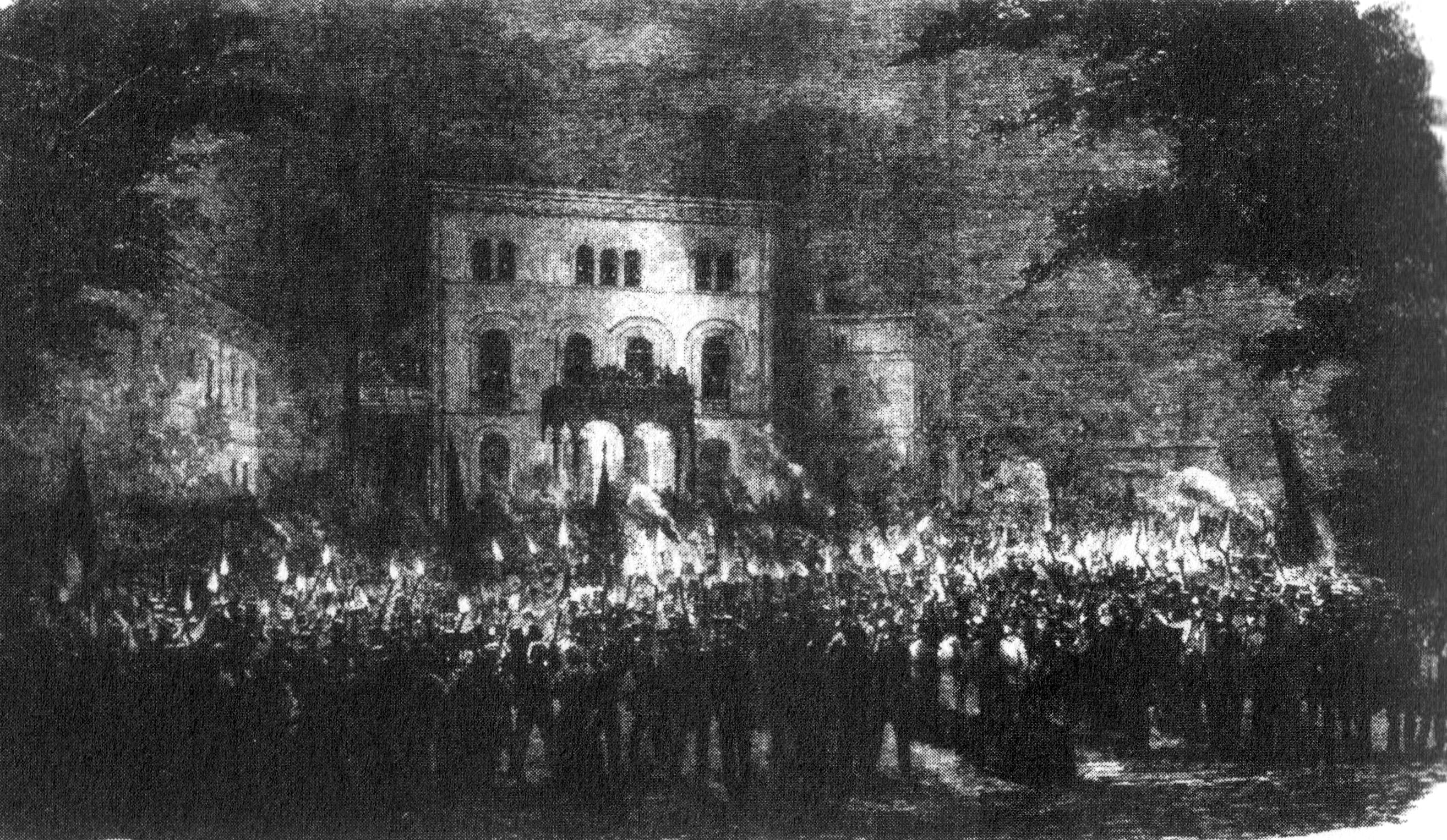
Fackelzug zu Ehren von Heinrich von Gagern, Mai oder Juni 1848

Gewählt im dritten Hessen-Darmstädtischen Wahlkreis (Zwingenberg), nahm Gagern den Vorschlag liberaler Freunde an, dass er sich zum Präsidenten der Nationalversammlung wählen lasse. Andernfalls wäre womöglich der Linke Robert Blum Präsident geworden. Am 19. Mai 1848 erhielt Gagern 305 von 397 Stimmen. Der Präsident sollte monatlich neu gewählt werden, was Gagern siebenmal in Folge gelang (mit zwischen 75 und 91 Prozent). Sein hessisches Ministeramt hatte er am 31. Mai widerwillig aufgegeben, da beides aus praktischen und Zeitgründen nicht vereinbar war. Offiziell war er kein Mitglied der rechtsliberalen Casino-Fraktion, es war aber seine Fraktion, obwohl er auch von anderen Fraktionen etwa des linken Zentrums unterstützt wurde.
Als im Juni die Nationalversammlung an eine Exekutive dachte, hatte der Ausschussbericht noch ein Direktorium mit drei Personen vorgestellt. Man ging allgemein davon aus, dass das Direktorium Gagern zum Ministerpräsidenten ernennen würde. So hatte auch die Linke vorgeschlagen, dass der Ministerpräsident aus dem Parlament kommen sollte – um Gagern aus dem Parlament zu bekommen. Gagern aber forderte die Nationalversammlung am 24. Juni überraschend zu einem „kühnen Griff“ auf: Zur Einsetzung einer Einzelperson, eines Reichsverwesers, und zwar des Erzherzogs Johann von Österreich. Am 28. Juni stimmte die Nationalversammlung für das entsprechende Zentralgewaltgesetz und wählte Johann tags darauf.

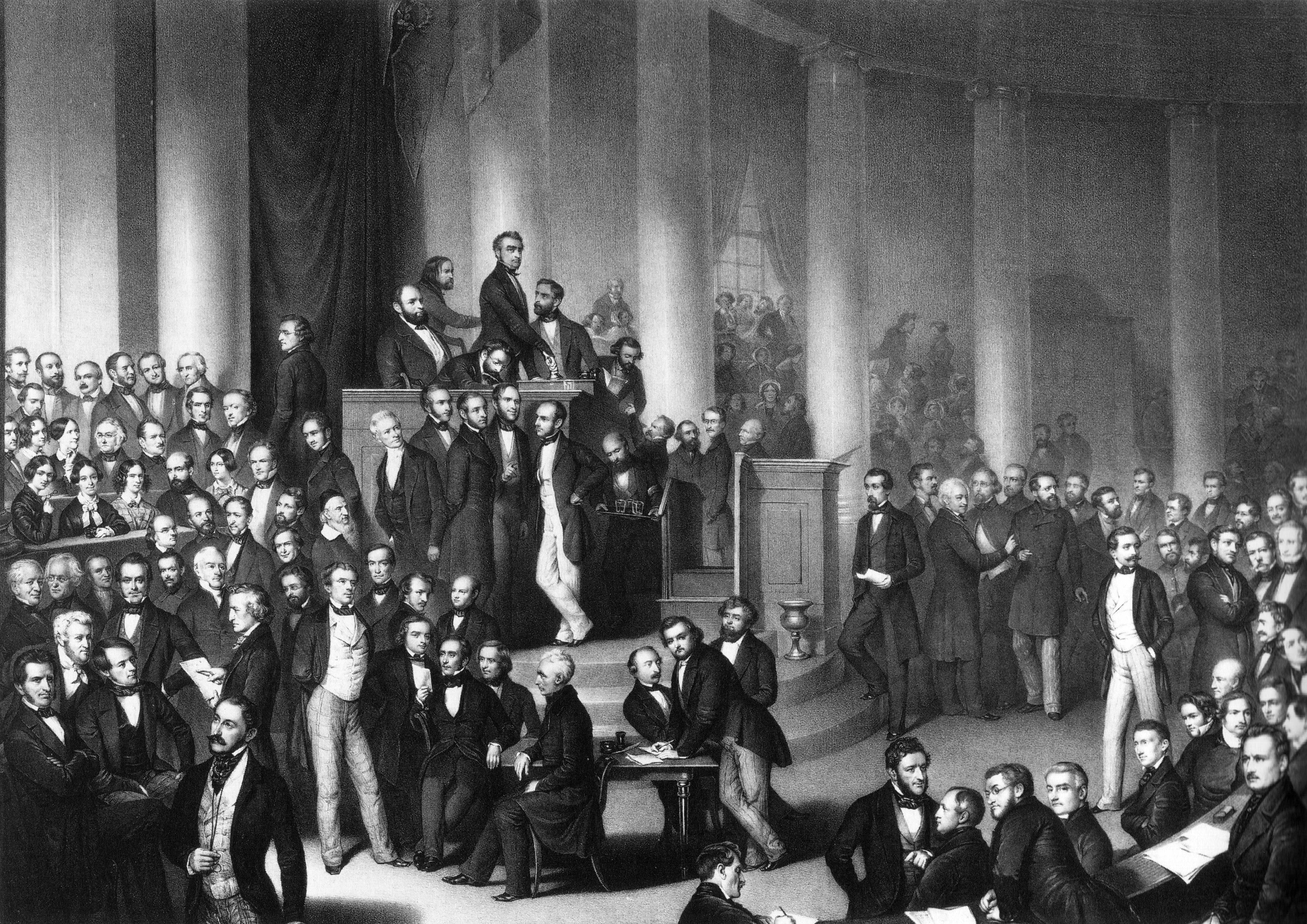
Darstellung von Eduard Mayer aus der Paulskirche mit Gesichtern bekannter Abgeordneter. Stehend in der Mitte, alle anderen überragend, wurde Präsident Gagern mit dem Griff an der Glocke gezeichnet.

Hiermit löste sich Gagern und auch die Casino-Fraktion vom Vereinbarungsprinzip, denn die Regierungen waren an der Einsetzung Johanns nicht beteiligt, auch wenn sie diesem später die Befugnisse des Bundestags übertrugen. Gagern selbst stand für die von Johann ernannte Reichsregierung nicht zur Verfügung.
Nachdem die Nationalversammlung den unpopulären Waffenstillstand von Malmö akzeptiert hatte, kam es in Frankfurt und Baden zu den Septemberunruhen. Der Präsident bewies Kaltblütigkeit, als bei einer Sitzung am 18. September wütendes Volk versuchte, die Paulskirche zu stürmen. Während man drinnen Stoßen von außen gegen die Tür hörte, bat Gagern die aufgeregten Abgeordneten erfolgreich, auf den Plätzen zu bleiben und setzte die Verhandlungen fort.
Mit den Abgeordnetenkollegen Eduard Simson und Georg Vincke aus Westfalen reiste Gagern am 24. November nach Berlin, um mit dem Preußenkönig Friedrich Wilhelm IV. zu sprechen. Sie erfuhren, dass der König nicht an eine enge Zusammenarbeit dachte und eine Kaiserwürde aus den Händen der Nationalversammlung nicht annehmen werde, da diese aus der Vereinbarung der Staaten kommen müsste. Gagern deutete an, man könne die Fürsten zur Annahme der Verfassung bewegen oder zwingen, und erhielt den Eindruck, der König werde wie schon so oft seine Feststellung zurücknehmen. Er erreichte es, dass Preußen nicht mit der Nationalversammlung brach, anders als Österreich, das zwei Tage später seine staatliche Einheit bekräftigte und damit ein Großdeutschland unmöglich machte.

### Reichsministerpräsident Dezember 1848 bis Mai 1849

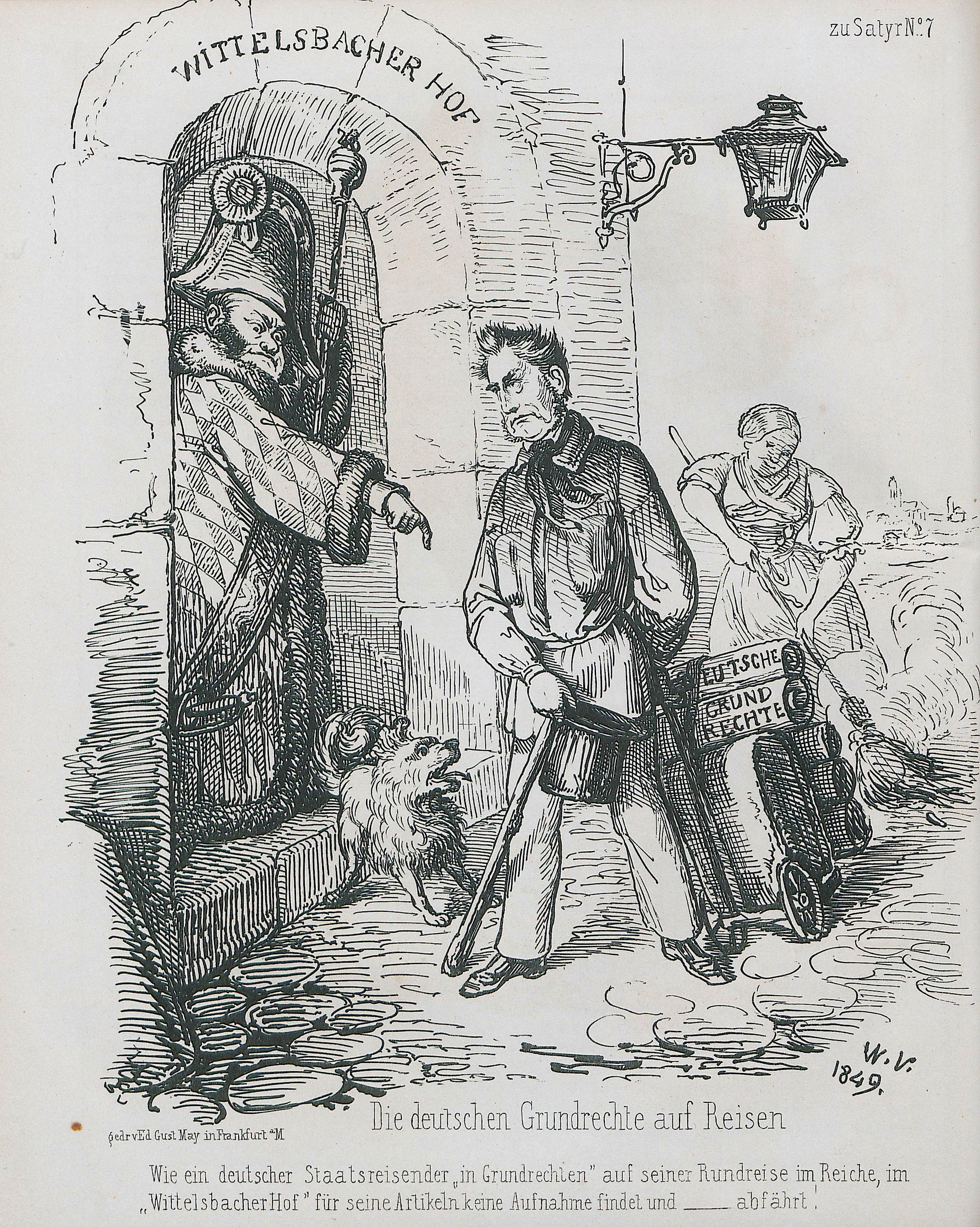
Karikatur aus dem Jahr 1849: Gagern muss mit den Grundrechten hausieren gehen. Im Sommer 1851 erklärte der Bundestag sie für unwirksam.

Die Haltung Österreichs führte am 15. Dezember 1848 zum Rücktritt des Reichsministerpräsidenten Anton von Schmerling. Zwei Tage später ernannte der Reichsverweser stattdessen Gagern zum Regierungschef und Minister des Inneren sowie Auswärtigen. Gagerns Programm vom engeren und weiteren Bund, das Österreich nur über einen Staatenbund mit Deutschland verknüpfte, führte zum Austritt vieler Großdeutscher aus dem Casino. Gagern musste sich anderweitig Unterstützung suchen, am 11. Januar 1849 erhielt er aber in der Nationalversammlung eine Mehrheit für sein Programm.
Gagerns kleindeutscher Kurs wurde bestätigt, als Österreich Anfang März ein Großösterreich forderte, mit ganz Österreich im Deutschen Bund mit einem Organ, das nur aus Abgeordneten der Einzelstaaten zusammengesetzt sein sollte – mit 38 Stimmen für Österreich gegenüber 32 sonstigen. Für Gagern schien es, dass die nicht-österreichischen Großdeutschen in sein Lager kämen und die Linke für Mehrheiten etwa zum Wahlgesetz nicht nötig sei.
Bei den wichtigen Abstimmungen Ende März über die Verfassungsgrundsätze stellte sich dies als falsch heraus. Nach einer Abstimmungsniederlage vom 21. März (Antrag Welcker), mit 283 Gegenstimmen und 252 Jastimmen, trat Gagerns Regierung zurück. Mangels Alternative blieb sie „vorläufig“ im Amt. Eine Absprache mit dem gemäßigten Linken Heinrich Simon, der Pakt Simon-Gagern vom 26. März, brachte dann doch noch eine Mehrheit für Gagerns Programm, mit Zugeständnissen an die Linke. Am 28. März wurde die Verfassung des deutschen Reiches verkündet.

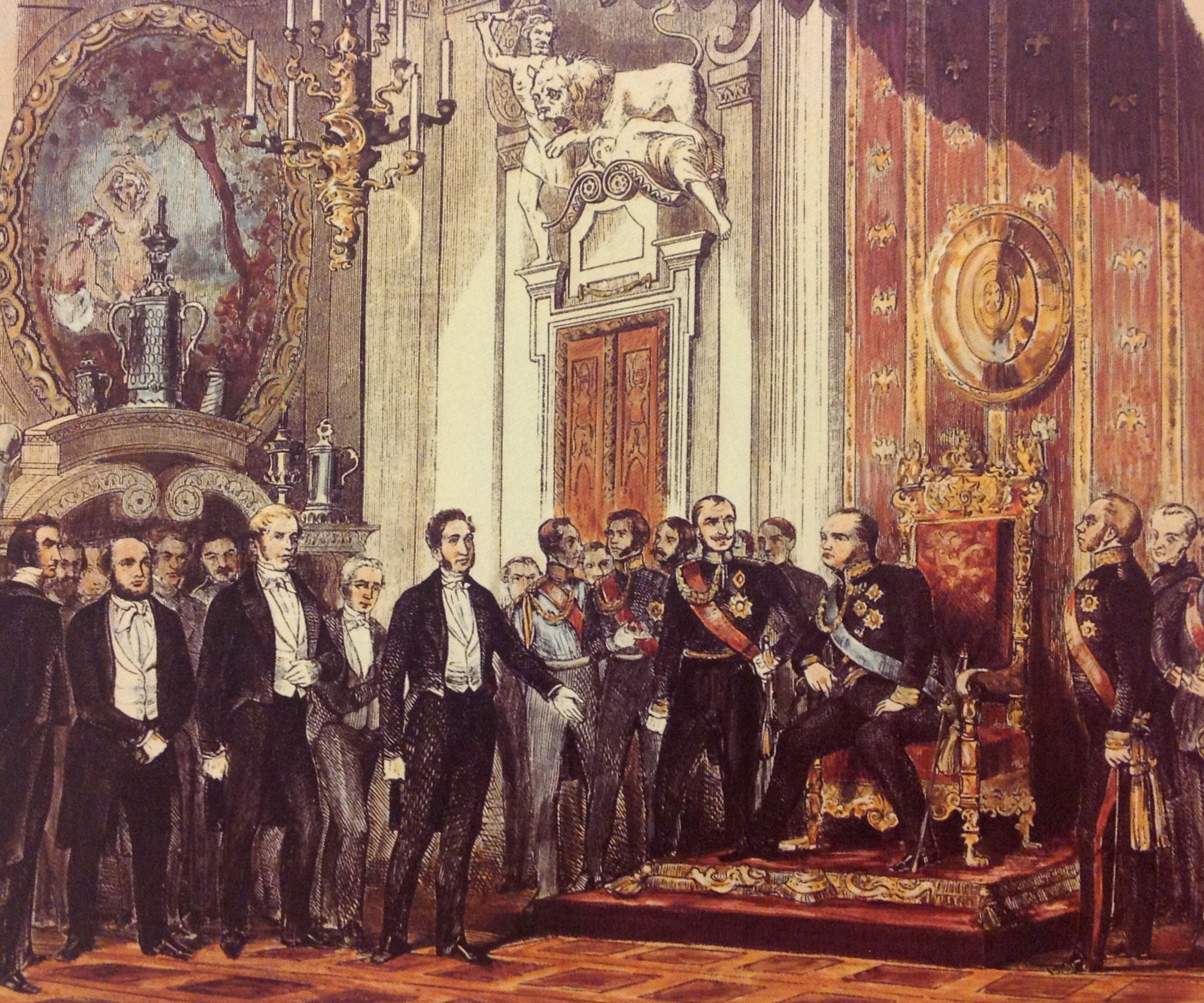
Kaiserdeputation vor Friedrich Wilhelm IV., ganz links Heinrich von Gagern

Eine Kaiserdeputation unter Eduard Simson und mit Heinrich von Gagern teilte dem preußischen König die Wahl zum Kaiser mit. Doch am 2. April lehnte der König ab, am 28. April endgültig. In dieser Zeit versuchte Gagern erfolglos, den König umzustimmen oder auf andere, legale Weise die Verfassung zur Wirksamkeit zu bringen. Während im Volk eine breite Bewegung die Verfassung befürwortete, ging der König im Mai zur offenen Bekämpfung der Nationalversammlung über. So forderte er auch die Abgeordneten aus Preußen widerrechtlich auf, ihr Mandat niederzulegen.
In der Nationalversammlung wurde das weitere Vorgehen überlegt, wobei Teile der Linken die Anwendung von Gewalt befürworteten. Der österreichische Reichsverweser zeigte kein Interesse, sich energisch hinter die Verfassung zu stellen, und der lange schwelende Konflikt zwischen ihm und Gagern brach offen aus. Noch am Abend des 9. Mai legte Gagern dem Kabinett und den anwesenden Bevollmächtigten der Landesregierungen folgenden Plan vor: Die nach links neigende Nationalversammlung sollte aufgelöst, der nach rechts neigende Reichsverweser abgesetzt und die Zentralgewalt Preußen übertragen werden, um Preußen doch noch seine Rolle im Einigungsprozess zu geben. Entgegen Gagerns unrealistischer Vorstellung trat Johann nicht zurück; am 10. Mai musste das Ministerium-Gagern um Entlassung bitten. Ernst Rudolf Huber: “Der Führer der Liberalen war am Ende seiner Möglichkeiten angelangt. Das Schicksal versagte ihm, als Gründer des Reichs und Schöpfer der Reichsverfassung in die Geschichte einzugehen. Der ‚kühne Griff‘, den er gewagt hatte, war ein Griff ins Leere gewesen.”
Gagern litt damals an einem „nervösen Kopfschmerz“, meinte aber, das Casino solle weiterhin in der Nationalversammlung für die deutsche Angelegenheit eintreten. Am Abend des 19. Mai stimmte eine Fraktionsmehrheit für den Austritt aus der Nationalversammlung, weil sie einen Bürgerkrieg fürchtete, und Gagern fügte sich der Mehrheit, als er vom Krankenbett aus die Erklärung mitunterschrieb. Am 20. Mai legte er sein Mandat nieder.

### Erfurter Union

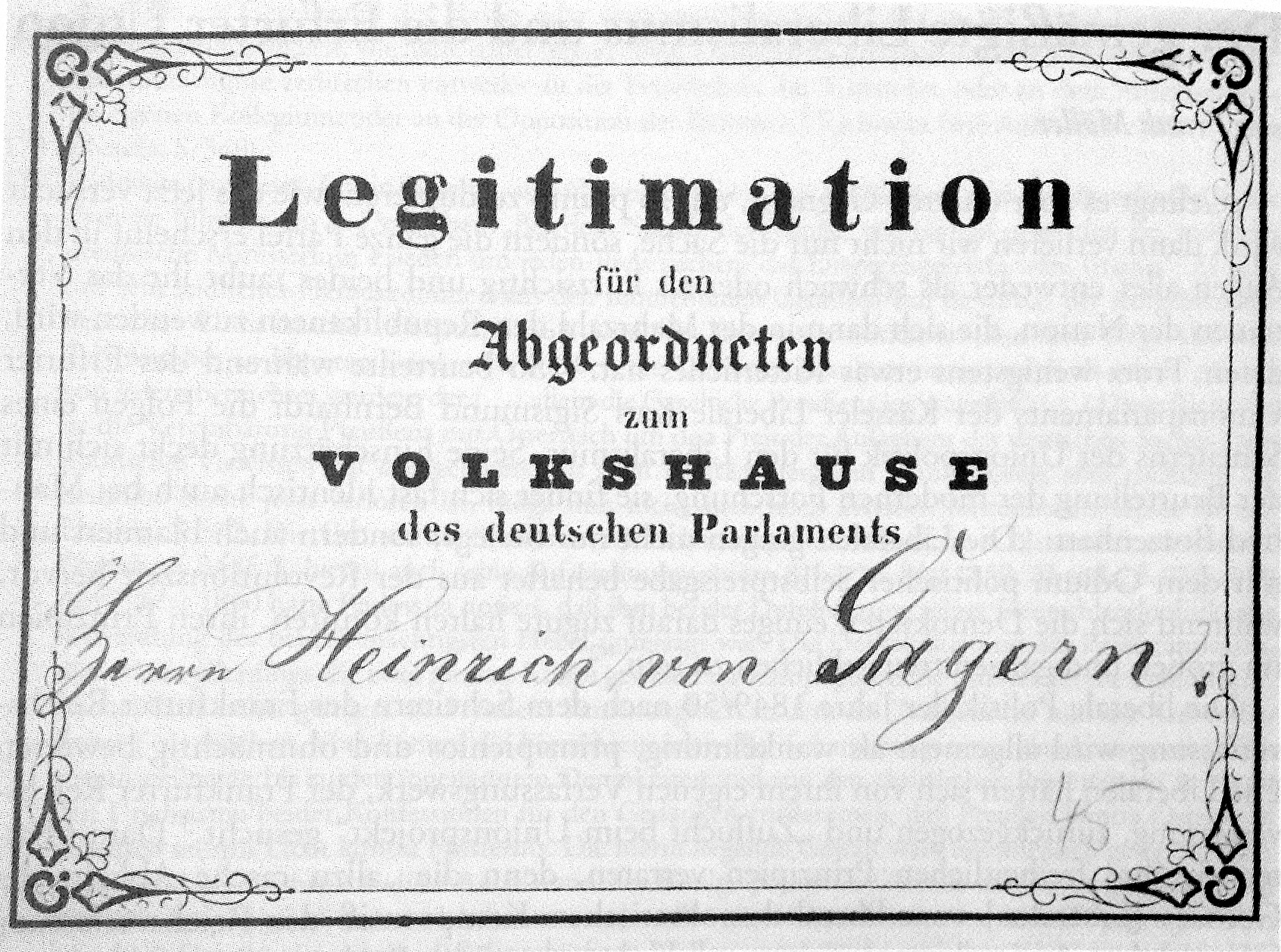
Einlasskarte von Heinrich von Gagern für das Volkshaus des Erfurter Unionsparlaments

Der preußische König wollte nun unter konservativerem Vorzeichen eine „Erfurter Union“ verwirklichen (zunächst Deutsches Reich, dann Deutsche Union genannt). Die Rechtsliberalen mit Gagern trafen sich am 26. bis 28. Juni 1849 im sogenannten Gothaer Nachparlament, um über ihre Beteiligung daran zu beraten. Gagern fürchtete, man werde dadurch Ansehen in der Öffentlichkeit verlieren, eventuell ohne die deutsche Einheit zu erreichen. Eine von Gagern und Dahlmann vorbereitete Erklärung stellte dann das Ziel aber über die Form, in der man es erreicht. In der entstehenden „Gothaer Partei“ gehörte Gagern dem Zentralkomitee an.
Im Erfurter Unionsparlament (März/April 1850), das die zu vereinbarende neue Verfassung beriet, bildeten die Liberalen die Mehrheit in Grundsatzfragen. Gagern war Mitglied des Volkshauses des Parlaments. Als sich abzeichnete, dass Preußens Einsatz für die Union schwächer wurde, nannte er es legitim, wenn die preußische Regierung auf den Grundrechtskatalog in der Verfassung verzichten wolle. Er lehnte dies dennoch ab, weil dadurch der Bundesstaat Schaden an der Substanz nähme. Er sagte auch, die spätere Revision der Verfassung werde sich in deren Sinne vollziehen. Trotzdem unterstützte er den Antrag der Liberalen, die Verfassung in der damaligen Fassung als ganze anzunehmen, und erinnerte die preußische Regierung daran, dass sie diese Verfassung am 26. Mai 1849 selbst vorgeschlagen hatte. Spätestens nach der Herbstkrise 1850 musste Preußen, von Österreich bedroht, das Unionsprojekt sowieso aufgeben.

## Nach den Einigungsbestrebungen

### Schleswig-Holstein
Seit der Schleswig-Holsteinischen Erhebung befanden sich diese beiden Herzogtümer im Krieg mit Dänemark, zeitweise von deutschen Truppen und da vor allem von preußischen unterstützt. Nach dem Berliner Frieden vom 2. Juli 1850 waren die Schleswig-Holsteiner auf sich gestellt. Gagern reiste vom heimatlichen Monsheim nach Berlin, um die Hintergründe des preußischen Verhaltens zu erforschen.
Der preußische Ministerpräsident Otto Theodor von Manteuffel traf sich mit Gagern, zog aber einen jungen konservativen Politiker hinzu, Otto von Bismarck. Letzterer beschrieb in seinen Erinnerungen, wie Manteuffel sie unter einem Vorwand allein ließ. Bismarck habe seinen politischen Standpunkt angeblich nüchtern und sachlich vorgetragen, Gagern aber sein „Jupitergesicht“ gemacht und ihn mit Phrasen wie in einer Volksversammlung überschüttet. Mit dem sei nicht zu reden, sagte Bismarck später zu Manteuffel.

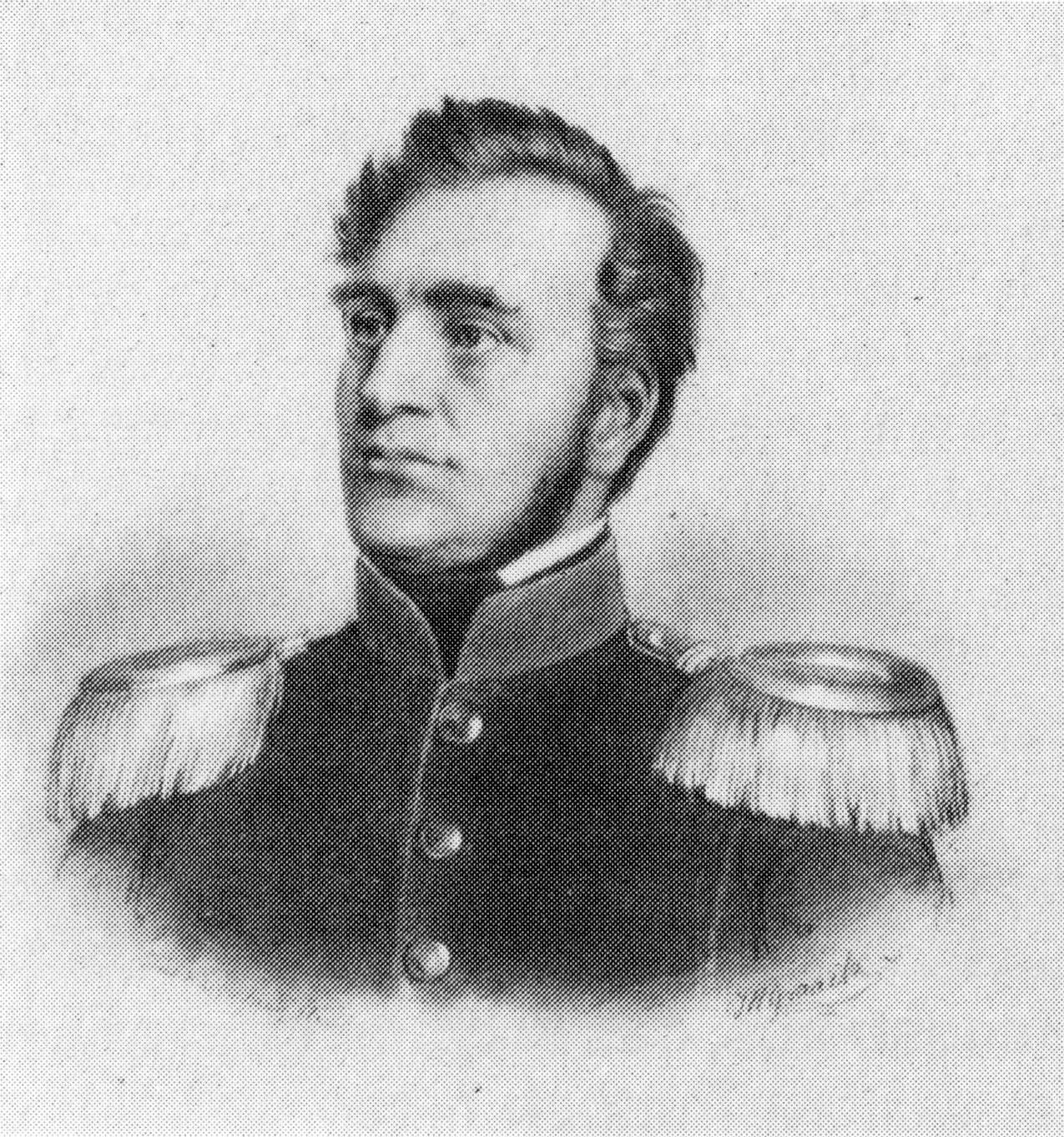
Gagern als Major, Zeichnung vom 20. März 1851

Hierin zeigt sich nicht nur ein Unterschied in der politischen Meinung, so Gagerns Biograf Frank Möller, sondern im Verhältnis zur politischen Rede. Bismarcks drastisches Urteil rühre wohl ferner von einem schlechten Gewissen her, denn er selbst war der „Schwätzer“, während Gagern sogleich nach Schleswig-Holstein fuhr und in die dortige Armee eintrat. Das tat er nicht allein mit Blick auf die öffentliche Meinung, um sich zu rehabilitieren, sondern weil er sich für das Land verantwortlich fühlte, nachdem er lange zugunsten Preußens in dieser Frage zurückhaltend geblieben war.
Als Major der schleswig-holsteinischen Armee war Gagern eine Art Verbindungsoffizier zwischen dem Militärkommando und der Statthalterschaft, also der provisorischen Regierung, die noch von der Zentralgewalt eingesetzt worden war. Seine Frau war über seinen Kriegsdienst entsetzt, er solle an seine Kinder denken; und auch die Öffentlichkeit sah in ihm vor allem einen Adligen, der sich vom Ehrgefühl treiben ließ. Aber für Gagern war die Zeit eine Art Urlaub von der Politik. Unter anderem aus Witterungsgründen kam es im Winter nicht zur Schlacht mit den Dänen, und schließlich gab die Statthalterschaft zugunsten von Bundeskommissaren auf. Gagern bat um seinen Abschied am 13. Januar 1851.

### Reaktionszeit
Gagern schaute zurück und erlebte Leid in der Familie, vor allem den Tod der Mutter, blieb aber im Kontakt zu seinen politischen Freunden. Im April 1851 etwa trafen sich südwestdeutsche Liberale in Deidesheim, wo Wilhelm Beseler, Gervinus und Ludwig Häusser sich für Republik und Revolution aussprachen, während Gagern weiterhin die konstitutionelle Monarchie, vielleicht mit Übergangsformen, anstrebte.
Nach dem Tod seiner Frau hatte Hans Christoph von Gagern das Schreiben wiederentdeckt und wollte in einer Schrift auf die Revolution zurückschauen. Seiner Meinung nach solle man mit den gegenwärtigen Verhältnissen zufrieden sein. Der Sohn Heinrich war über die erhaltene Schrift empört, sah einen Verrat des Vaters an den Ideen der Befreiungskriege und einen Angriff auf des Sohns Politik, und drohte, bei einer Veröffentlichung sich öffentlich dagegen zu wenden. Am 22. Oktober 1852 starb der Vater.
Im August 1851 verkaufte Heinrich von Gagern Gut Monsheim für etwa 150.000 Gulden und ging ins badische Heidelberg, der Ausbildungsmöglichkeiten für seine Kinder wegen, aber auch um der hessischen Politik zu entkommen. Doch die Heidelberger Liberalen waren zerstritten, außerdem starb sein Freund Friedrich Daniel Bassermann durch Selbsttötung und Alexander von Soiron an einem Schlaganfall (1855), während er mit Gagern spazieren ging. 1856/1857 veröffentlichten Heinrich und Max von Gagern eine Biographie ihres toten Bruders Fritz.
Der sich ausweitende Krimkrieg brachte ihn 1854 in Kontakt mit der gemäßigten Wochenblattpartei in Preußen; zwar war er skeptisch, ob diese Opposition an die Regierung gelangen könne, aber der Krieg schien sich auf viele Länder Europas ausweiten zu können und damit Bewegung in die deutsche Frage zu bringen. Andere Liberale glaubten ebenso, erst ein Krieg ließe den politischen Führer entstehen, der die Einheit herbeiführt.

### Spätere Karriere und Ende
Während die Liberalen wieder aktiver wurden, blieb Gagern in der zweiten Hälfte der 1850er Jahre eher passiv. Als Preußen nicht zugunsten Österreichs in den Sardinischen Krieg von 1859 eingriff, verließ er enttäuscht den kleindeutschen Kurs. Aber die Zeit der um 1800 Geborenen wie Gagern war vorbei, gerade die junge Generation folgte wie einige enttäuschte Linke der preußischen Realpolitik. 1863 begrüßte er die österreichischen Pläne zur Bundesreform, die zur Frankfurter Reformakte führten, die an Preußen scheiterte. Er verlangte aber weiterhin, anders als Österreich, ein Nationalparlament.
Danach meinte er, eine dualistische Führung Deutschlands durch Österreich und Preußen sei unmöglich, nur ein Krieg könne die Entscheidung zwischen beiden Großmächten bringen. 1862–1864 gehörte er dem Ausschuss des großdeutschen Deutschen Reformvereins an, blieb aber zu ihm distanziert, und trat aus, als er 1864 Gesandter Hessens in Wien wurde. Damit verlor er seine Unabhängigkeit als Politiker, aber er brauchte eine bezahlte Anstellung, hatte keinen Kontakt mit den alten Parteifreunden mehr, sah in Wien seinen Bruder Max und fühlte sich dort auch sehr wohl.
Gagern nahm den preußischen Sieg 1866 mit Gelassenheit hin, ebenso wie die Zugehörigkeit Oberhessens zum Norddeutschen Bund nach der preußischen Annexion. Die Hohenzollernkandidatur in Spanien war für ihn preußischer Chauvinismus, aber er begrüßte den Deutsch-Französischen Krieg und auch dessen Ergebnis einschließlich der Annexion Elsass-Lothringens. Der Krieg seiner Jugendzeit war glücklich wiederholt worden. Wie viele andere Liberale, selbst ehemalige Linke von 1848, stimmte er der Reichsgründung zu. Als Bismarck ihm in dieser Zeit mitteilte, man sei sich Gagerns Verdienste für die Reichsgründung bewusst, antwortete dieser:

„Wenn auch manches anders gekommen, anders geworden ist, als ich gewünscht, so bin ich für meine Person mit dem Gesamtergebnis, das nach einigen Richtungen hin alles übertrifft, was man früher hoffte und für möglich hielt, ganz versöhnt und ich begrüße das neue Deutsche Reich mit patriotischer Freude und Anhänglichkeit.“

Nachdem er bereits seine Kinder hatte katholisch erziehen lassen, trat Heinrich von Gagern im Juli 1870 zum Katholizismus über. Sein Onkel Ernst von Gagern war ebenfalls Konvertit und katholischer Priester.
Wie viele andere Frankfurter Abgeordnete bemühte er sich 1871 um ein Reichstagsmandat. Doch das Angebot der katholischen Zentrumspartei lehnte er ab und trat als Unabhängiger in mehreren Wahlkreisen an. Wegen der Empfehlung durch die Katholiken von Gegner angegriffen, verlor er in allen Wahlkreisen knapp gegen Kandidaten der Nationalliberalen. Aus seinem hessischen Staatsdienst wollte er schon Ende 1870 entlassen werden, dies geschah aber erst 1872. Über die Ausgestaltung des neuen Reiches hatte er Bedenken, er erwartete, dass die Rechte des Reichstags besser festgelegt werden würden.
Im Januar 1877 erkrankte Heinrich von Gagern schwer und bat seinen Bruder Max, seine Biographie zu schreiben. Er nahm noch bewusst die Nachricht auf, dass Bismarck mit Österreich den Zweibund geschlossen und dies die Verwirklichung von „Gagernschen Träumereien“ genannt hatte. Heinrich von Gagern starb am 22. Mai 1880 und wurde auf dem Darmstädter Friedhof zwischen seinen beiden Frauen begraben (Grabstelle: I Mauer 111/112). Das Grab ist ein Ehrengrab.

## Familie
Heinrich von Gagern verliebte sich 1828 leidenschaftlich in die 23-jährige Luise von Pretlack, die Tochter des Oberforstmeisters Karl Friedrich Ludwig von Pretlack. Am 28. September heirateten sie. Nach schwerer Erkrankung starb sie bereits am 24. Februar 1831. Aus der 1839 in Freinsheim geschlossenen zweiten Ehe mit Barbara Tillmann (1818–1889), Cousine der Adeligen Anna von Szent-Ivanyi und des bayerischen Landtagsabgeordneten Philipp Tillmann, gingen fünf Söhne und zwei Töchter hervor, darunter:
- Luise (* 1840)
- Friedrich Balduin (1842–1910), Mitglied des bayerischen Landtags und des Reichstags
- Maximilian (1844–1911), hessischer Wirklicher Geheimer Rat und Bevollmächtigter beim Bundesrat
- Ernst (* 8. August 1849; † 21. Dezember 1928), preußischer Generalmajor
- Heinrich (1856–1942), Vizepräsident des Rechnungshofes
- Amalie (1846–1924) ⚭ Freiherr Ludwig von Edelsheim (1823–1872)

## Wirkung und Nachleben

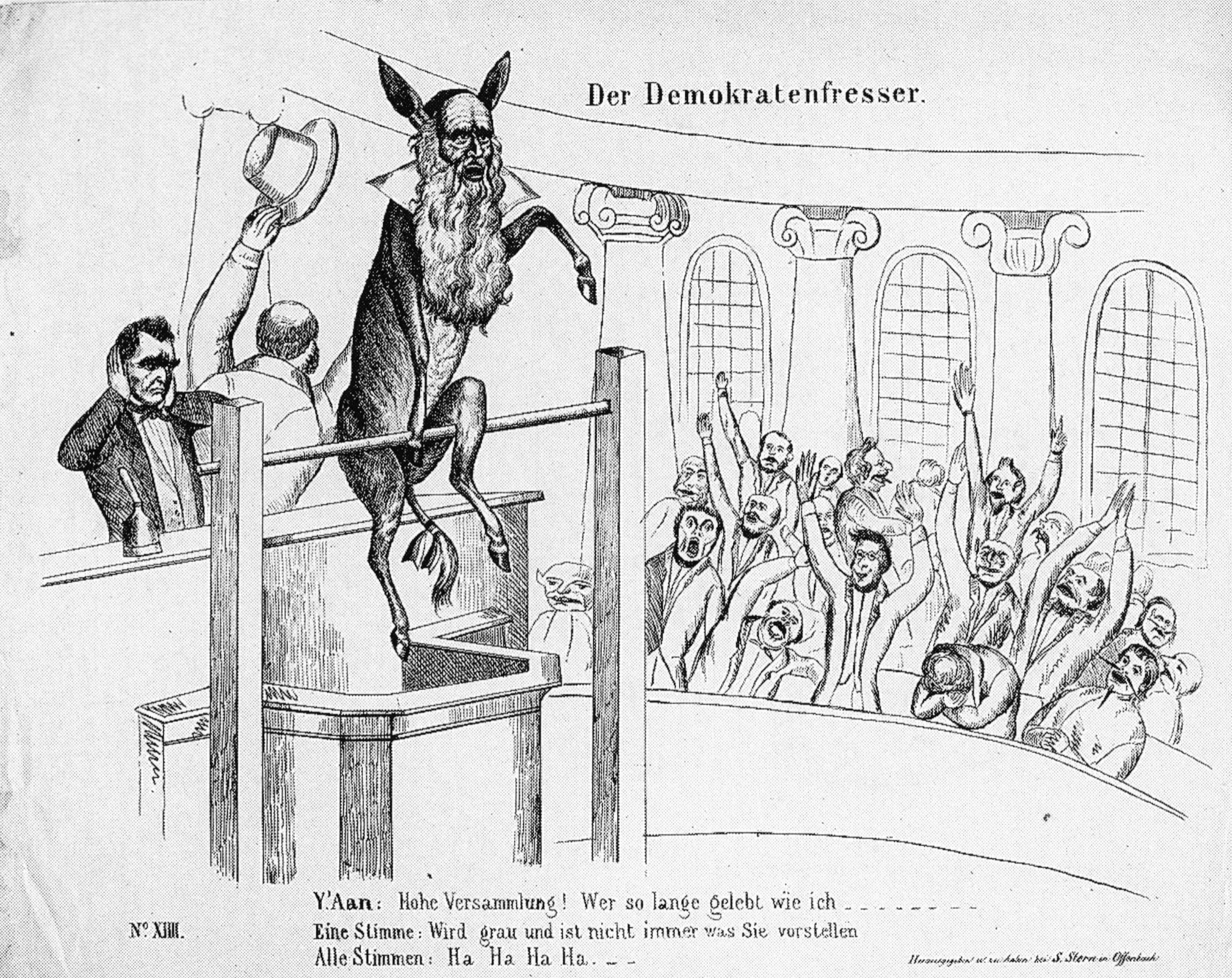
Karikatur von 1848. Friedrich Ludwig Jahn wird als Esel verspottet, während Präsident Gagern sich die Ohren zuhält und Vizepräsident Alexander von Soiron davonläuft.

Obwohl er Adliger war, verband man mit ihm bürgerliche Werte wie „Individualität als Identität mit sich selbst, Rechtschaffenheit und Ehrlichkeit, Empfindsamkeit in Freundschaft, Liebe und Haß.“ Nicht einmal um die Leistungen ging es, es wurden ihm Tugenden zugesprochen, nicht nur bürgerliche, sondern „deutsche“.
Verglichen mit Bismarcks Sprachkraft waren Gagerns Reden nicht besonders, er wirkte mit der Äußerlichkeit und der Stimme (Topos des „Jupiter“). Die Zeitgenossen schätzten unbewusst an Gagern, wie er eine bürgerliche Kommunikationsform, nämlich die öffentliche Rede, mit einem adligen Auftreten verband. Eduard Simson sagte 1850 über ihn:

„Reden wie Gagern können Hunderte; ich selbst bilde mir ein, das Wenige, was er sprach, ebenso klar und fließend vortragen zu können. Allein nicht hierin ruht der Zauber, sondern darin, daß eine Persönlichkeit […] keine persönlichen Zwecke verfolgt, keine persönlichen Ansprüche macht, sondern voll Bescheidenheit und Selbstverleugnung dem Dienste einer hohen Idee lebt. Wäre der eines großen Volkes König, welche Wunder von Erfolgen müßte er allein durch die ihm entgegenschlagende Liebe wirken, und welche Lust wäre es, ihm zu dienen, zu helfen, zu gehorchen.“

Der betont bescheiden auftretende Gagern nahm als Präsident der Nationalversammlung keine Diäten an und als Ministerpräsident nur 4000 der vorgesehenen 7000 Gulden. Dies tat er mit Blick auf die öffentliche Meinung, obwohl seine Schulden wuchsen. In den häufigen Karikaturen über die Nationalversammlung kommt Gagern eher gut weg, während die Extremisten und die angeblich unfähigen und redefreudigen Abgeordneten allgemein kritisiert werden. Gagern erscheint oft nur als Nebenfigur, mit dem richtigen Benehmen, das das Fehlverhalten der verspotteten Hauptperson unterstreicht. Kritik kam allerdings von der Linken, die Gagern vorhielt, kein unparteiischer Präsident zu sein.

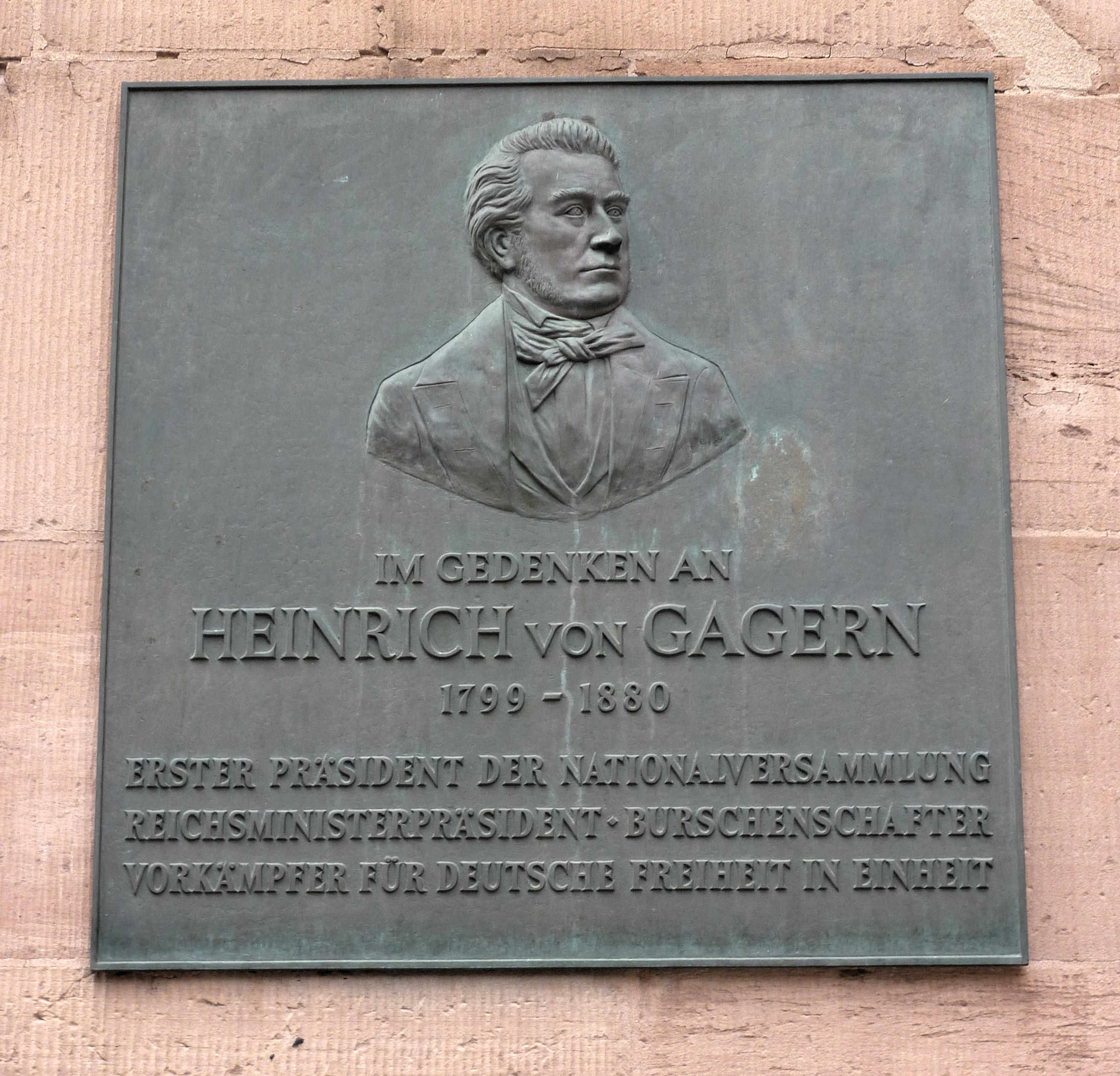
Gedenktafel an der Paulskirche

Heinrich von Gagern wurde als einflussreichster und einer der populärsten Politiker der Revolutionszeit am 29. März 1849 zum Ehrenbürger von Berlin und am 12. April 1849 zum Ehrenbürger von Braunschweig ernannt. Noch heute tragen mehrere Straßen und Schulen in Deutschland seinen Namen, beispielsweise das Heinrich-von-Gagern-Gymnasium in Frankfurt am Main.
Sein Biograf Frank Möller meint, Gagern eigne sich nicht für die Traditionsfindung der Bundesrepublik, da Gagern letztlich wie Bismarck eine Machtpolitik für die deutsche Einigung befürwortet habe, noch dazu ohne etwas selbst beitragen zu können. Er lehnt aber Hans-Ulrich Wehlers Behauptung ab, es habe 1848 keine charismatischen Führer gegeben, die einen Balanceakt zwischen den alten und den neuen Mächten wagten, denn genau das träfe auf Gagern zu. Das deutsche Bürgertum habe ihn aber als Verwirklichung des bürgerlichen Individuums verehrt; nicht Macht, sondern die Tugend habe es in ihm gesucht. Nicht aus Gründen seiner Person, sondern an den gesellschaftlichen Voraussetzungen sei seine Politik gescheitert, an der schwachen Linken und der bürgerkriegsbereiten alten Elite.

## Forschung

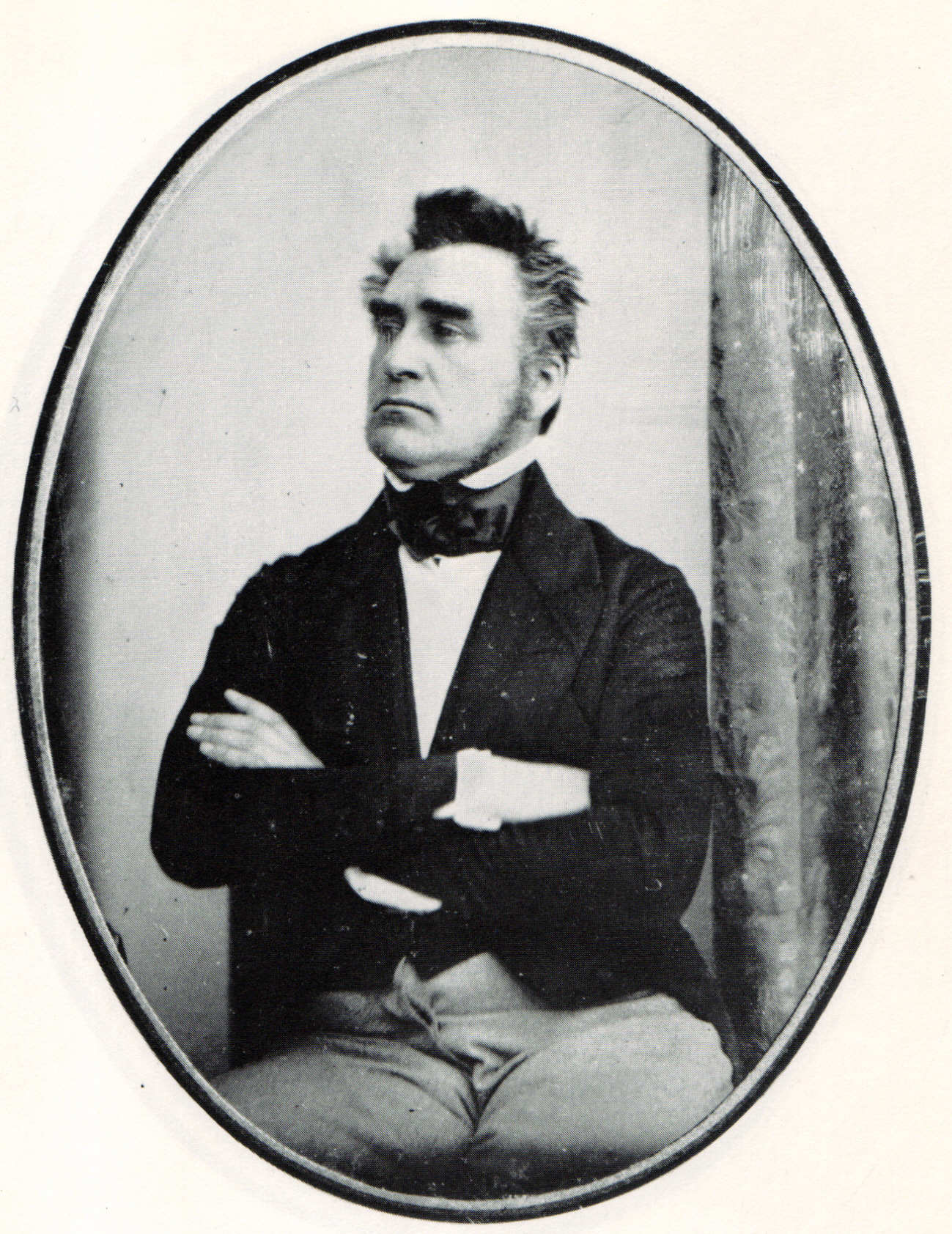
Jacob Seib: Heinrich von Gagern, Foto von 1848

Das Leben und Wirken praktischer Politiker der Revolution wie Heinrich von Gagern wurde lange Zeit wenig beachtet. Biografische Arbeiten zu ihm erschienen 1848/1849 und dann wieder zum fünfzigjährigen Jubiläum 1898. Einflussreich war vor allem die Forschung des Historikers Paul Wentzcke. Nach 1945 kam Wentzcke an Briefe aus dem Familiennachlass und half dabei, dass das Familienarchiv 1958 im Bundesarchiv deponiert wurde. Im Jahr darauf wurde es durch den Nachlass des Bruders Max von Gagern erweitert. Wentzcke publizierte weiter, es entstand aber keine große Monographie, sondern nur ein dünner, quellenloser Band. Seine Darstellung verkürzte Gagern zum Erben seines Vaters und damit des südwestdeutschen Reichspatriotismus.
Die Quellenlage zu Gagern ist durch den Familiennachlass, mittlerweile im Hauptstaatsarchiv Darmstadt, sehr gut. Paul Wentzcke und Wolfgang Klötzer veröffentlichten im Jahr 1959 eine unvollendete Quellenedition. In der Forschung zum Parlamentarismus, Liberalismus und zur Revolution dominierten jedoch Perspektiven aus der Struktur- und Alltagsgeschichte, und das Interesse begünstigte eher die Demokraten, nicht die gemäßigten, des Nationalismus verdächtigen Liberalen. Gagerns Vorstellungen galten zudem als gescheitert. Es erschien eine marxistische Darstellung von Hildebrandt und eine von Michael Wettengel, die Gagern als Prototyp eines Liberalen beschreibt. Das Gagernsche Programm hingegen wurde bei weiteren Autoren als Teil der Geschichte des Casino betrachtet, und wegen der besseren Quellenlage im Zusammenhang anderer Politiker wie Dahlmann, Droysen und Beseler behandelt.

## Trivia
Als von Gagern 1856 ein ausführliches Lebensbild seines als General gefallenen Bruders Friedrich entwarf, beschrieb er die Bayreuther Jahre seiner Familie. Die verklärt erscheinenden Erinnerungen an das „liebliche Schlößchen Eremitage“ und die „waldgrüne Umgebung der Wiege“ schöpfte er allerdings aus den Tagebucheinträgen seines Bruders und den Erzählungen der älteren Geschwister. Er selbst hatte die Stadt im Alter von knapp einem Jahr verlassen und kehrte nie mehr dorthin zurück.

## Belege
1. ↑  Frank Möller: Heinrich von Gagern. Eine Biographie. Habilitationsschrift. Universität Jena, 2004, S. 30 f., 33, 35.
2. 1 2  Karl Müssel: Von Gagerns denkwürdiger Lebensweg. In: Heimatkurier des Nordbayerischen Kuriers 3/1999, S. 21 f.
3. ↑  Hessisches Staatsarchiv Darmstadt, Personalpapiere zur Biographie Heinrichs v. Gagern, Eintrag über Geburt und Taufe aus dem Kirchenbuch der Reformierten Gemeinde Bayreuth, 1799.
4. ↑  Frank Möller: Heinrich von Gagern. Eine Biographie. Habilitationsschrift. Universität Jena, 2004, S. 29 f.
5. ↑  Frank Möller: Heinrich von Gagern. Eine Biographie. Habilitationsschrift. Universität Jena, 2004, S. 52–54, 56.
6. ↑  Frank Möller: Heinrich von Gagern. Eine Biographie. Habilitationsschrift. Universität Jena, 2004, S. 59–61.
7. ↑  Peter Kaupp (Bearb.): Stamm-Buch der Jenaischen Burschenschaft. Die Mitglieder der Urburschenschaft 1815–1819 (= Abhandlungen zum Studenten- und Hochschulwesen. Bd. 14). SH-Verlag, Köln 2005, ISBN 3-89498-156-3, S. 125–126.
8. ↑  Frank Möller: Heinrich von Gagern. Eine Biographie. Habilitationsschrift. Universität Jena, 2004, S. 61, 67, 70, 75.
9. ↑  Frank Möller: Heinrich von Gagern. Eine Biographie. Habilitationsschrift. Universität Jena, 2004, S. 86–88.
10. ↑  Frank Möller: Heinrich von Gagern. Eine Biographie. Habilitationsschrift. Universität Jena, 2004, S, S. 90, 95.
11. ↑  Frank Möller: Heinrich von Gagern. Eine Biographie. Habilitationsschrift. Universität Jena, 2004, S. 106–108.
12. ↑  Frank Möller: Heinrich von Gagern. Eine Biographie. Habilitationsschrift. Universität Jena, 2004, S. 112–114.
13. ↑  Frank Möller: Heinrich von Gagern. Eine Biographie. Habilitationsschrift. Universität Jena, 2004, S. 143–145.
14. ↑  Frank Möller: Heinrich von Gagern. Eine Biographie. Habilitationsschrift. Universität Jena, 2004, S. 146–148.
15. ↑  Frank Möller: Heinrich von Gagern. Eine Biographie. Habilitationsschrift. Universität Jena, 2004, S. 146–148, 157.
16. ↑  Frank Möller: Heinrich von Gagern. Eine Biographie. Habilitationsschrift. Universität Jena, 2004, S. 146–148, 161, 163.
17. ↑  Frank Möller: Heinrich von Gagern. Eine Biographie. Habilitationsschrift. Universität Jena, 2004, S. 146–148, 166 f.
18. ↑  Frank Möller: Heinrich von Gagern. Eine Biographie. Habilitationsschrift. Universität Jena, 2004, S. 170 f., 179.
19. ↑  Ernst Rudolf Huber: Deutsche Verfassungsgeschichte seit 1789. Band II: Der Kampf um Einheit und Freiheit 1830 bis 1850. 3. Auflage. W. Kohlhammer, Stuttgart u. a. 1988, S. 590.
20. ↑  Frank Möller: Heinrich von Gagern. Eine Biographie. Habilitationsschrift. Universität Jena, 2004, S. 101, 184.
21. ↑  Frank Möller: Heinrich von Gagern. Eine Biographie. Habilitationsschrift. Universität Jena, 2004, S. 189 f.
22. ↑  Frank Möller: Heinrich von Gagern. Eine Biographie. Habilitationsschrift. Universität Jena, 2004, S. 192–194.
23. ↑  Frank Möller: Heinrich von Gagern. Eine Biographie. Habilitationsschrift. Universität Jena, 2004, S. 204–207.
24. ↑  Frank Möller: Heinrich von Gagern. Eine Biographie. Habilitationsschrift. Universität Jena, 2004, S. 207 f., 210 f.
25. ↑  Heinrich von Gagern: Das Leben des Generals Friedrich von Gagern. Bd. 2. Winter, Leipzig und Heidelberg 1857, S. 910 (online bei Google Books).
26. ↑  Frank Möller: Heinrich von Gagern. Eine Biographie. Habilitationsschrift. Universität Jena, 2004, S. 233 f.
27. ↑  Frank Möller: Heinrich von Gagern. Eine Biographie. Habilitationsschrift. Universität Jena, 2004, S. 241, 243.
28. ↑  Frank Möller: Heinrich von Gagern. Eine Biographie. Habilitationsschrift. Universität Jena, 2004, S. 246 f.
29. ↑  Ernst Rudolf Huber: Deutsche Verfassungsgeschichte seit 1789. Band 2: Der Kampf um Einheit und Freiheit 1830 bis 1850. 3. Auflage. W. Kohlhammer, Stuttgart u. a. 1988, S. 626 f.
30. ↑  Frank Möller: Heinrich von Gagern. Eine Biographie. Habilitationsschrift. Universität Jena, 2004, S. 259 f.
31. ↑  Frank Möller: Heinrich von Gagern. Eine Biographie. Habilitationsschrift. Universität Jena, 2004, S. 289.
32. ↑  Frank Möller: Heinrich von Gagern. Eine Biographie. Habilitationsschrift. Universität Jena, 2004, S. 298 f.
33. ↑  Frank Möller: Heinrich von Gagern. Eine Biographie. Habilitationsschrift. Universität Jena, 2004, S. 305, 309 f.
34. ↑  Frank Möller: Heinrich von Gagern. Eine Biographie. Habilitationsschrift. Universität Jena, 2004, S. 324 f.
35. ↑  Frank Möller: Heinrich von Gagern. Eine Biographie. Habilitationsschrift. Universität Jena, 2004, S. 326–328.
36. ↑  Frank Möller: Heinrich von Gagern. Eine Biographie. Habilitationsschrift. Universität Jena, 2004, S. 342 f.
37. ↑  Ernst Rudolf Huber: Deutsche Verfassungsgeschichte seit 1789. Band 2: Der Kampf um Einheit und Freiheit 1830 bis 1850. 3. Auflage. W. Kohlhammer, Stuttgart u. a. 1988, S. 856.
38. ↑  Frank Möller: Heinrich von Gagern. Eine Biographie. Habilitationsschrift. Universität Jena, 2004, S. 349, 351.
39. ↑  Frank Möller: Heinrich von Gagern. Eine Biographie. Habilitationsschrift. Universität Jena, 2004, S. 354–356.
40. ↑  Peter Steinhoff: Die „Erbkaiserlichen“ im Erfurter Parlament. In: Gunther Mai (Hrsg.): Die Erfurter Union und das Erfurter Unionsparlament 1850. Böhlau, Köln u. a. 2000, S. 369–392, hier S. 380 f.
41. ↑  Frank Möller: Heinrich von Gagern. Eine Biographie. Habilitationsschrift. Universität Jena, 2004, S. 373.
42. ↑  Frank Möller: Heinrich von Gagern. Eine Biographie. Habilitationsschrift. Universität Jena, 2004, S. 374.
43. ↑  Frank Möller: Heinrich von Gagern. Eine Biographie. Habilitationsschrift. Universität Jena, 2004, S. 374–376.
44. ↑  Frank Möller: Heinrich von Gagern. Eine Biographie. Habilitationsschrift. Universität Jena, 2004, S. 377–379, 382.
45. ↑  Frank Möller: Heinrich von Gagern. Eine Biographie. Habilitationsschrift. Universität Jena, 2004, S. 385.
46. ↑  Frank Möller: Heinrich von Gagern. Eine Biographie. Habilitationsschrift. Universität Jena, 2004, S. 387–389.
47. ↑  Frank Möller: Heinrich von Gagern. Eine Biographie. Habilitationsschrift. Universität Jena, 2004, S. 390 f.
48. ↑  Paul Wentzcke: Heinrich von Gagern. Vorkämpfer für deutsche Einheit und Volksvertretung. Musterschmidt-Verlag, Göttingen 1957, S. 65 f.
49. ↑  Frank Möller: Heinrich von Gagern. Eine Biographie. Habilitationsschrift. Universität Jena, 2004, S. 393.
50. ↑  Frank Möller: Heinrich von Gagern. Eine Biographie. Habilitationsschrift. Universität Jena, 2004, S. 396, 400 f., 403.
51. ↑  Frank Möller: Heinrich von Gagern. Eine Biographie. Habilitationsschrift. Universität Jena, 2004, S. 405, 407–409.
52. ↑  Frank Möller: Heinrich von Gagern. Eine Biographie. Habilitationsschrift. Universität Jena, 2004, S. 409–411.
53. ↑  David August Rosenthal: Convertitenbilder aus dem neunzehnten Jahrhundert, Band 1, 3. Teil, Schaffhausen 1872, S. 502.
54. ↑  Frank Möller: Heinrich von Gagern. Eine Biographie. Habilitationsschrift. Universität Jena, 2004, S. 411 f.
55. ↑  Jörg-Detlef Kühne: Die Reichsverfassung der Paulskirche. Vorbild und Verwirklichung im späteren deutschen Rechtsleben. Habilitationsschrift, Bonn 1983, 2. Auflage. Luchterhand, Neuwied 1998, S. 120.
56. ↑  Paul Wentzcke: Heinrich von Gagern. Vorkämpfer für deutsche Einheit und Volksvertretung. Musterschmidt-Verlag, Göttingen 1957, S. 81.
57. ↑  Frank Möller: Heinrich von Gagern. Eine Biographie. Habilitationsschrift. Universität Jena, 2004, S. 413 f.
58. ↑  Frank Möller: Heinrich von Gagern. Eine Biographie. Habilitationsschrift. Universität Jena, 2004, S. 101, S. 104.
59. ↑  ADB-Biografie auf www.deutsche-biografie.de.
60. ↑  Frank Möller: Heinrich von Gagern. Eine Biographie. Habilitationsschrift. Universität Jena, 2004, S. 279.
61. ↑  Frank Möller: Heinrich von Gagern. Eine Biographie. Habilitationsschrift. Universität Jena, 2004, S. 275 f., 278.
62. ↑  Frank Möller: Heinrich von Gagern. Eine Biographie. Habilitationsschrift. Universität Jena, 2004, S. 271 f.
63. ↑  Frank Möller: Heinrich von Gagern. Eine Biographie. Habilitationsschrift. Universität Jena, 2004, S, S. 315, 318.
64. ↑  Frank Möller: Heinrich von Gagern. Eine Biographie. Habilitationsschrift. Universität Jena, 2004, S. 396, 415 f.
65. ↑  Frank Möller: Heinrich von Gagern. Eine Biographie. Habilitationsschrift. Universität Jena, 2004, S. 24–26.
66. ↑  Michael Wettengel: Heinrich von Gagern und die liberale Bewegung im 19. Jahrhundert. In: Archiv der Freiherren von Gagern (= Kulturstiftung der Länder – Patrimonia. Bd. 153). Koblenz 1999, S. 9–36 (online als PDF bei publikationen.uni-tuebingen.de).
67. ↑  Frank Möller: Heinrich von Gagern. Eine Biographie. Habilitationsschrift. Universität Jena, 2004, S. 27 f.

(Präsidenten des Gesamtministeriums des Großherzogtums Hessen)
Karl von Grolman |
Karl du Thil |
Heinrich von Gagern |
Carl Wilhelm Zimmermann |
Heinrich Carl Jaup |
Reinhard von Dalwigk |
Friedrich von Lindelof |
Karl Hofmann |
Julius Rinck von Starck |
Jakob Finger |
Carl Friedrich Rothe |
Carl von Ewald –
(Staats-/Ministerpräsidenten des Volksstaates Hessen)
Carl Ulrich |
Bernhard Adelung –
(Nationalsozialismus)
Ferdinand Werner |
Philipp Wilhelm Jung
(Großherzogtum Hessen)
Karl von Grolman |
Heinrich von Gagern |
Reinhard Carl Theodor Eigenbrodt |
Heinrich Karl Jaup |
Reinhard Carl Friedrich von Dalwigk |
Friedrich Georg Gustav von Bechtold |
Philipp Freiherr Rinck gen. v. Starck |
Jakob Finger |
Carl Friedrich Rothe |
Ernst Albrecht Braun |
Friedrich von Hombergk zu Vach (Volksstaat Hessen)
Heinrich Fulda |
Carl Ulrich |
Otto von Brentano di Tremezzo |
Ferdinand Kirnberger |
Wilhelm Leuschner (Nationalsozialismus)
Heinrich Müller |
Ferdinand Werner |
Philipp Wilhelm Jung
(Großherzogtum Hessen)
Karl du Thil |
Heinrich von Gagern |
Wilhelm Hallwachs |
Reinhard Carl Friedrich von Dalwigk |
Friedrich von Lindelof |
Karl von Hofmann
Franz Ludwig von Maubuisson (1820–1824) |
Johann Georg Zimmer (1826–1827) |
Johann Baptist Pitschaft (1829–1830) |
Georg Hallwachs (1832–1833) |
Philipp Rauschert (1834) |
Johann Jacob Parcus (1835–1841) |
Wilhelm Valckenberg (1841–1847) |
Heinrich von Gagern (1847) |
Eduard Lehne (1847–1849) |
Heinrich von Gagern (1849–1850) |
Andreas Matty (1850) |
Friedrich Eich (1851–1856) |
Jakob Millet (1856–1859) |
Cornelius Valckenberg (1859–1862) |
Jakob Finger (1862–1865) |
Marcus Edinger (1865–1878) |
Nikolaus Andreas Reinhart (1878–1910) |
Heinrich Köhler (1910–1918)
Edmund Bläss (1820–1824) |
Wilhelm von Dörnberg (1826–1830) |
Heinrich von Gagern (1832–1834) |
Anton Camesasca (1835–1840) |
Wilhelm von Dörnberg (1840–1847) |
Heinrich von Gagern (1847–1848) |
Friedrich Schenk (1848–1849) |
Wilhelm Maurer (1849–1850) |
Peter Minnig (1850) |
Gustav Adolf Brumhard (1851–1866) |
Eduard Seitz (1866–1868) |
Arnold von Biegeleben (1868–1872) |
Eugen Franck (1872–1893) |
Gideon Dael von Köth-Wanscheid (1893–1899) |
Jakob Schlenger (1899–1905) |
Philipp Uebel (1905–1911) |
Anton Wiegand (1911–1918)
Johannes Groth (1820–1824) |
Carl Helmrich (1826–1830) |
Friedrich Wolff (1832–1847) |
Wilhelm Kloch (1847–1850) |
Emil von Grolman (1851–1862) |
Karl Eigenbrodt (1862–1866) |
Heinrich von Gagern (1866–1872) |
Wilhelm Schuchard (1872–1875) |
Hermann Jöckel (1875–1881) |
Theodor Tecklenburg (1881–1887) |
Wilhelm Erk (1887–1911) |
Wilhelm Dorsch (1911–1918)
| Vorgänger | Amt                                                 | Nachfolger |
| --------- | --------------------------------------------------- | ---------- |
| vakant    | großherzogl. Hessischer Gesandter in Wien 1864–1875 | —          |

| Personendaten    | Personendaten                                                          |
| ---------------- | ---------------------------------------------------------------------- |
| NAME             | Gagern, Heinrich von                                                   |
| ALTERNATIVNAMEN  | Gagern, Heinrich Wilhelm August Freiherr von                           |
| KURZBESCHREIBUNG | liberaler deutscher Politiker zur Zeit der bürgerlichen Märzrevolution |
| GEBURTSDATUM     | 20. August 1799                                                        |
| GEBURTSORT       | Bayreuth                                                               |
| STERBEDATUM      | 22. Mai 1880                                                           |
| STERBEORT        | Darmstadt                                                              |